# Euxoa axiliodes
Euxoa axiliodes là một loài bướm đêm trong họ Noctuidae.